# Aïn Boucif
Aïn Boucif (em árabe: عين بوسيف) é uma comuna localizada na província de Médéa, Argélia. De acordo com o censo de 2008, a população total da cidade era de 26 042 habitantes.

## Pessoas notáveis
- Samir Zaoui - futebolista profissional